# اندیس صفو۲
صفو۲ یک اندیس فلزی است که در حوالی شهر سیه چشمه استان آذربایجان غربی قرار دارد و مادهٔ معدنی موجود در آن، منگنز است.سنگ میزبان این اندیس توف است  